# Mario Kart Tour
Mario Kart Tour — мобильная игра о гонках на картах 2019 года, четырнадцатая во франшизе серии Mario Kart, разработанная компанией Nintendo EPD и изданная Nintendo для устройств iOS и Android. Игра была анонсирована в январе 2018 года и выпущена 25 сентября 2019 года в Apple App Store и Google Play.
В этой игре есть загружаемые раз в две недели тематические туры с разными кубками, в каждом из которых есть три курса и бонусное задание. В дополнение к полям, которые уже появились в серии Mario Kart, Mario Kart Tour включает в себя курсы, расположенные в городах мира (Нью-Йорк, Токио, Париж, Лондон, Ванкувер, Лос-Анджелес, Берлин, Сидней, Сингапур, Амстердам, Бангкок, Афины, Рим и Мадрид).

## Игровой процесс
Как гоночная игра, цель Mario Kart Tour — победить лучших соперников и занять первое место, используя предметы, полученные при прохождении через Коробки с предметами, в интересах игрока. Игра ведется в портретной позиции (также имеется опция включить пейзажную позицию), где для игры используются сенсорные элементы управления телефона, например, проводя пальцем по экрану, чтобы управлять картингом. В отличие от других игр серии Mario Kart, картинги едут вперёд и ускоряются автоматически. В игре присутствует механика скольжения из Mario Kart 7, где игроки могут скользить по трассе. Когда проезжают через определенные трамплины, игроки могут выполнять трюки. Однако, в отличие от Mario Kart 7 и Mario Kart 8, игроки не могут настраивать шины своего автомобиля. В этой игре отсутствуют велосипеды, квадроциклы и антигравитационные транспортные средства.
Новая механика — это режим Frenzy (в японском варианте Fever), который при активации дает гонщику неуязвимость и неограниченный запас определенного предмета на небольшой период времени. Режим доступен только тогда, когда гонщику доступна возможность взять три предмета, и режим активируется тогда, когда гонщику выпадает три одинаковых предмета за один раз.
Каждый раз, когда игроки заканчивают гонку, они награждаются монетками и гранд-звездами в зависимости от набранных очков, иногда специальными жетонами. За выполнение определённых испытаний и за сбор определённого числа гранд-звёзд, игроку выдаются рубины, которые являются премиальной валютой игры. Рубины используются для покупки использований труб, которые выстреливают бонус, случайным образом выдавая водителя, картинг или планер, также среди них имеются свои собственные раритеты. За рубины также можно участвовать в специальном режиме игры, называемом монетной лихорадкой (англ. Coin Rush), где игроку предстоит проехать по трассе в роли Золотого Марио и собрать все имеющиеся на ней монетки в большом количестве. Каждый водитель, картинг и планер имеют собственные курсы, предлагающие различные особенности и преимущества при заездах на определённых маршрутах. Персонаж, который едет по предпочтительному для него маршруту, получает возможность взять больше предметов из ящика с предметами. У более редких персонажей имеются лучшие бонусы и больше маршрутов с расширенными для них возможностями. Кроме того, у каждого персонажа имеются свои уникальные и эксклюзивные предметы (аналогично Mario Kart: Double Dash!!). Водителей, картинги и планеры можно развивать и повышать их уровень, особенно если покупать в магазине или ловить из труб дубликаты, либо применяя специальные билеты для повышения уровня.
В игре имеется магазин, в котором можно за собранные и полученные монетки или специальные жетоны покупать различные улучшения: новых персонажей, картинги, планеры, а также различные билеты для повышения уровня или разблокировок.
Игровой процесс делится на кубки, каждый из которых предлагает пройти участие в трёх гонках на определённых маршрутах и в одном бонусном испытании. Список кубков обновляется каждый раз, когда начинается новый тематический тур, при этом, часть кубков после начала тура остаются закрытыми на определённое время, либо до тех пор, пока игрок не использует разблокирующий билет. Кроме того, как и в играх Mario Kart Arcade GP, Mario Kart Tour имеет другую схему именования кубков, где они названы в честь персонажей, а не предметов.

## Разработка и выпуск
Впервые игра была анонсирована во время финансового брифинга 31 января 2018 года.. Mario Kart Tour станет третьей мобильной игрой Mario, после Super Mario Run и Dr. Mario World. Как и Super Mario Run, он будет бесплатным для запуска из App Store и Google Play. В отличие от Super Mario Run и аналогичной игре Dr. Mario World, игра в большей степени включает в себя бесплатную механику микротранзакций, где у игроков есть ограничения и таймеры, если они не тратят некоторые из различных типов валют в игре, а также как имеющие коробки для добычи в виде предметов, запускаемых из труб. В игре используется множество ресурсов от Mario Kart 7, Mario Kart Arcade GP DX и Mario Kart 8, а также возвращаются игровые механики, такие как скользящее движение и специальные предметы, характерные для персонажей. Кроме того, в игре представлены некоторые новые для франшизы Mario Kart функции, такие как обратные дорожки и возможность развертывания большого количества любых предметов во время гонки, включая Spiny Shells и Bullet Bills. 23 апреля 2019 года Nintendo открыла приложения для участия в закрытом бета-тестировании игры для пользователей Android в Северной Америке и Японии, которое началось 22 мая 2019 года и закончилось 4 июня 2019 года.
Игра вышла для устройств iOS и Android 25 сентября 2019 года на 163 территориях, что охватывает почти тот же список доступности, что и Super Mario Run, за исключением Бельгии, которая запретила игры с лутбоксами в 2019 году, и Вьетнама.

## Оценки и мнения
| Сводный рейтинг    | Сводный рейтинг |
| Агрегатор          | Оценка          |
| ------------------ | --------------- |
| Metacritic         | 59/100          |
| Иноязычные издания |                 |
| Издание            | Оценка          |
| IGN                | 6,7/10          |

Игра Mario Kart Tour получила в основном нейтральные отзывы игровых ресурсов. Так, игра имеет 59 баллов из 100 возможных на сайте Metacritic, основываясь на 23 рецензиях.